# Wilhelm Streitberg
Wilhelm August Streitberg, född 23 februari 1864 i Rüdesheim am Rhein, död 19 augusti 1925 i Leipzig, var en tysk språkforskare.
Streitberg var professor i indoeuropeisk språkvetenskap i Fribourg 1888-98, e.o. professor i Leipzig 1899-1906, ordinarie professor i Münster 1906-09 och från 1909 i München.
Streitberg författade bland annat Die germanischen Comparative auf -oz- (1890), omarbetad i Zur germanischen Sprachgeschichte (1892), Die Entstehung der Dehnstufe (i "Indogermanische Forschungen", band III, 1894), Urgermanische Grammatik (1896; andra upplagan 1908), Gotisches Elementarbuch (1896; fjärde upplagan 1909), Die gotische Bibel, I-II (1907-10) och i "Geschichte der indogermanischen Sprachwissenschaft" (I-III, 1916-17), för vilken han var utgivare, Germanisch (II:2, 1917). 
Tillsammans med Karl Brugmann utgav Streitberg "Indogermanische Forschungen" (1891 ff.) och ensam som bihang härtill "Anzeiger für indogermanische Sprach- und Altertumskunde" (1891 ff.) Han var medutgivare av "Indogermanisches Jahrbuch" (1914 ff.), "Germanisch-romanische Monatsschrift" (1909 ff.) samt av "Germanische Bibliothek" (1896ff.), "Indogermanische Bibliothek" (1906 ff., tillsammans med Hermann Hirt) och "Religionswissenschaftliche Bibliothek" (1910 ff., tillsammans med Richard Wünsch).
På hans 60-årsdag 1924 ägnades honom två väldiga festskrifter, "Stand und Aufgaben der Sprachwissenschaft" och "Streitberg-Festgabe" (utgiven av de förenade språkvetenskapliga instituten i Leipzig).